# Aartsbisdom Feira de Santana

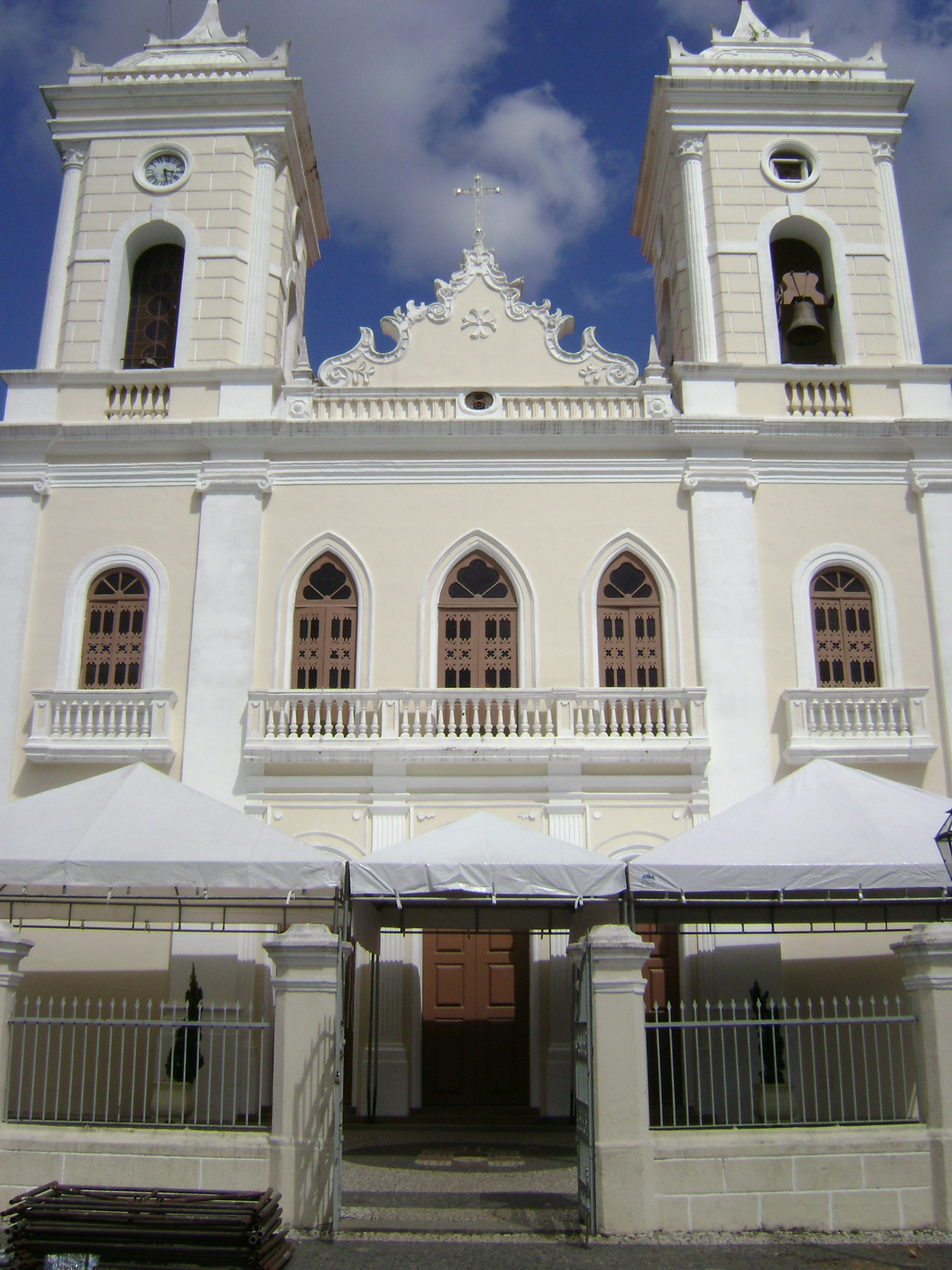
Kathedraal van Feira de Santana

Het aartsbisdom Feira de Santana (Latijn: Archidioecesis Fori Sanctae Annae; Portugees: Arquidiocese de Feira de Santana) is een in Brazilië gelegen rooms-katholiek aartsbisdom met zetel in Feira de Santana in de staat Bahia. De aartsbisschop van Feira de Santana is metropoliet van de kerkprovincie Feira de Santana, waartoe ook de volgende suffragane bisdommen behoren:
- Bisdom Barra
- Bisdom Barreiras
- Bisdom Bonfim
- Bisdom Irecê
- Bisdom Juazeiro
- Bisdom Paulo Afonso
- Bisdom Ruy Barbosa
- Bisdom Serrinha

## Geschiedenis
Paus Johannes XXIII richtte op 21 juli 1962, met de pauselijke bul Novae Ecclesiae, het bisdom Feira de Santana op. Het gebied was een afsplitsing van het aartsbisdom São Salvador da Bahia. Op 16 januari 2002 werd het bisdom door paus Johannes Paulus II, met de apostolische constitutie Ad totius dominici gregis, verheven tot aartsbisdom. Op 21 september 2005 werden gebiedsdelen afgestaan ten behoeve van de oprichting van het nieuwe bisdom Serrinha.

## Bisschoppen van Feira de Santana
- 1962–1971: Jackson Berenguer Prado (vervolgens bisschop van Paulo Afonso
- 1973–1995: Silvério Jarbas Paulo de Albuquerque OFM
- 1995–2015: Itamar Navildo Vian OFMCap (sinds 2002 aartsbisschop)
- 2015–heden: Zanoni Demettino Castro (coadjutor sinds 2014)